# Římskokatolická farnost Dukovany
Římskokatolická farnost Dukovany je územní společenství římských katolíků v Dukovanech, s farním kostelem svatého Václava.

## Území farnosti
Do farnosti náleží pouze území Dukovan. Mimo kostel sv. Václava jsou v Dukovanech i dvě kaple:
- kaple sv. Jana,
- kaple Nejsvětější Trojice.

## Historie farnosti
Prvně jsou Dukovany písemně zmiňovány v roce 1279 v listině olomouckého biskupa, který potvrzuje templářům právo nad kostelem sv. Václava v Dukovanech.

## Duchovní správci
Duchovním správcem farnosti býval farář z hornodubňanské farnosti.Od 1. srpna 2012 jím byl jako administrátor excurrendo R. D. Josef Malík,který zemřel 12. května 2014. Od srpna 2014 byl ustanoven novým administrátorem excurrendo R. D. ICLic. Slavoj Alexa. V dubnu 2015 se stal administrátorem excurrendo R. D. Petr Václavek.

## Bohoslužby
| Kostel          | Místo    | Bohoslužba (den) | Hodina                                         | Poznámka     |
| --------------- | -------- | ---------------- | ---------------------------------------------- | ------------ |
| svatého Václava | Dukovany | neděle pondělí   | 7.30 17.00 (zimní období)/18.00 (letní období) | farní kostel |

## Aktivity ve farnosti
Dnem vzájemných modliteb farností za bohoslovce a bohoslovců za farnosti brněnské diecéze je 15. září. Adorační den připadá na 5. listopad.
Ve farnosti se pravidelně koná tříkrálová sbírka. V roce 2018 činil její výtěžek v Dukovanech 33 852 korun.